# Shut Up (album LaFee)
Shut Up è un album della cantante tedesca LaFee, contenente le versioni in lingua inglese di alcuni brani estratti dai suoi precedenti due album in lingua tedesca (LaFee e Jetzt erst recht). L'album è stato pubblicato nel 2008 per l'etichetta EMI.
È stato il suo album di minor successo, con modeste vendite in tutta Europa. Dopo questa parentesi, è infatti tornata a scrivere canzoni in tedesco.

## Tracce
1. "Midnight Strikes" (versione inglese di Mitternacht) - 4:46
2. "Shut Up" (versione inglese di Heul doch) - 4:04
3. "Now's the Time" (versione inglese di Jetzt erst recht) - 4:07
4. "On the First Night" (versione inglese di Das erste Mal) - 3:20
5. "Come On" (versione inglese di Beweg dein Arsch) - 2:41
6. "Set Me Free" (versione inglese di Lass mich frei) - 3:29
7. "Tell Me Why" (versione inglese di Wer bin ich)- 4:28
8. "Little Princess" (versione inglese di Prinzesschen) - 4:21
9. "Scabies" (versione inglese di Virus) - 3:57
10. "What's Wrong with Me" (versione inglese di Was ist das) - 4:00
11. "Lonely Tears" (versione inglese di Der Regen fällt) - 4:29
12. "Hot" (versione inglese di Heiß) - 3:24

## Singoli
Dall'album è stato estratto un solo singolo, Shut Up, uscito il 23 maggio 2008.

## Classifiche
| Classifica (2008) | Posizione raggiunta |
| ----------------- | ------------------- |
| Austria           | 31                  |